# Dampvalley-lès-Colombe
Pour les articles homonymes, voir Colombe (homonymie).
Dampvalley-lès-Colombe est une commune française située dans le département de la Haute-Saône, la région culturelle et historique de Franche-Comté et la région administrative Bourgogne-Franche-Comté.

## Géographie

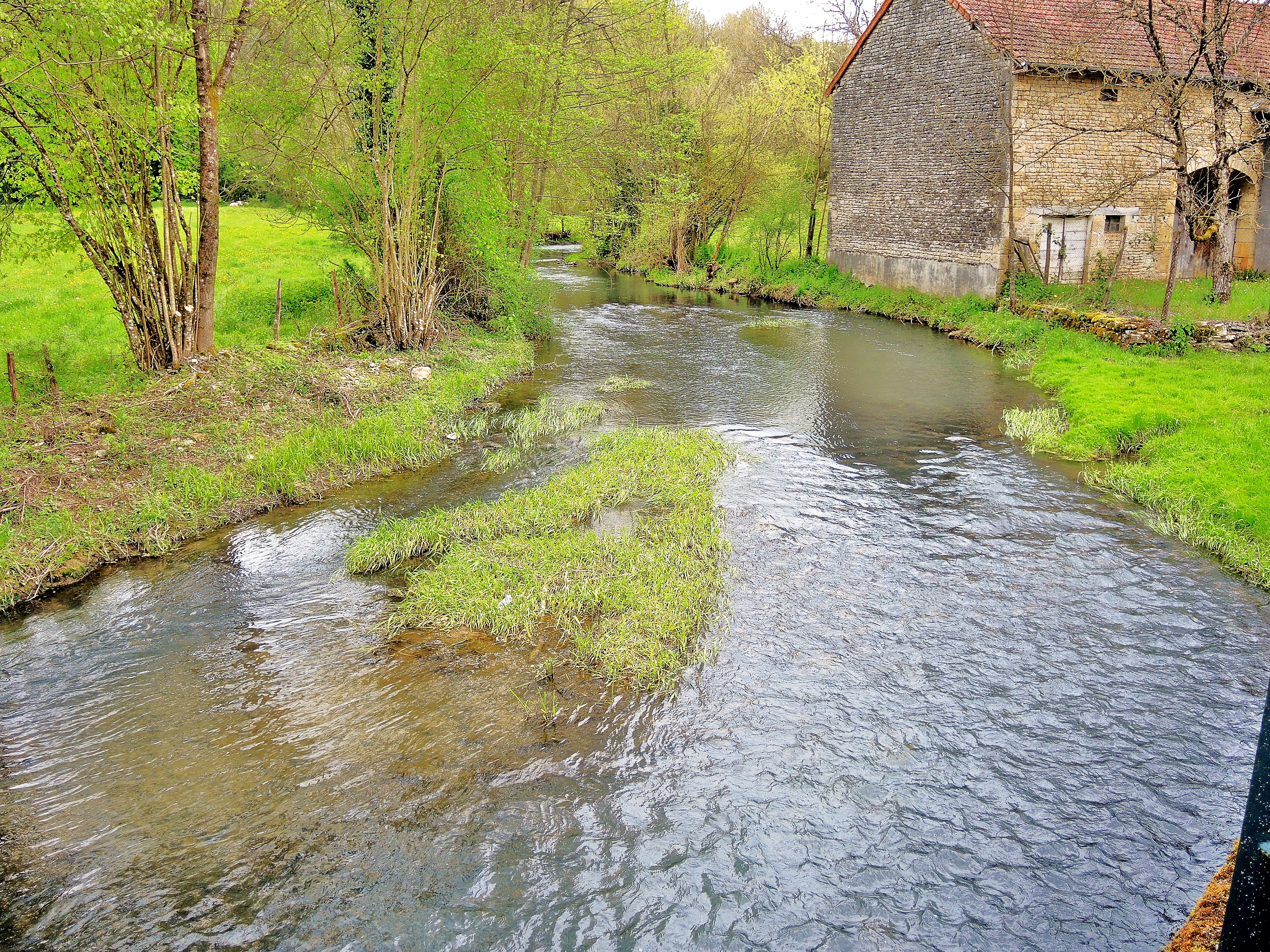
La Colombine.

La rivière Colombine, affluent du Durgeon puis de la Saône, y coule.

### Climat
Pour des articles plus généraux, voir Climat de la Bourgogne-Franche-Comté et Climat de la Haute-Saône.
En 2010, le climat de la commune est de type climat de montagne, selon une étude du Centre national de la recherche scientifique s'appuyant sur une série de données couvrant la période 1971-2000. En 2020, Météo-France publie une typologie des climats de la France métropolitaine dans laquelle la commune est exposée à un climat semi-continental et est dans la région climatique  Lorraine, plateau de Langres, Morvan, caractérisée par un hiver rude (1,5 °C), des vents modérés et des brouillards fréquents en automne et hiver. 
Pour la période 1971-2000, la température annuelle moyenne est de 10,1 °C, avec une amplitude thermique annuelle de 17,2 °C. Le cumul annuel moyen de précipitations est de 1 135 mm, avec 13,7 jours de précipitations en janvier et 10 jours en juillet. Pour la période 1991-2020, la température moyenne annuelle observée sur la station météorologique de Météo-France la plus proche, « Frotey_sapc », sur la commune de Frotey-lès-Vesoul à 4 km à vol d'oiseau, est de 11,2 °C et le cumul annuel moyen de précipitations est de 914,2 mm. 
La température maximale relevée sur cette station est de 38,5 °C, atteinte le 25 juillet 2019 ; la température minimale est de −14,9 °C, atteinte le 20 décembre 2009,,. 
Les paramètres climatiques de la commune ont été estimés pour le milieu du siècle (2041-2070) selon différents scénarios d'émission de gaz à effet de serre à partir des nouvelles projections climatiques de référence DRIAS-2020. Ils sont consultables sur un site dédié publié par Météo-France en novembre 2022.

## Urbanisme

### Typologie
Au 1er janvier 2024, Dampvalley-lès-Colombe est catégorisée commune rurale à habitat très dispersé, selon la nouvelle grille communale de densité à sept niveaux définie par l'Insee en 2022.
Elle est située hors unité urbaine. Par ailleurs la commune fait partie de l'aire d'attraction de Vesoul, dont elle est une commune de la couronne,. Cette aire, qui regroupe 158 communes, est catégorisée dans les aires de 50 000 à moins de 200 000 habitants,.

### Occupation des sols
L'occupation des sols de la commune, telle qu'elle ressort de la base de données européenne d’occupation biophysique des sols Corine Land Cover (CLC), est marquée par l'importance des territoires agricoles (57,9 % en 2018), en augmentation par rapport à 1990 (55,8 %). La répartition détaillée en 2018 est la suivante : zones agricoles hétérogènes (40,7 %), forêts (36 %), prairies (14,5 %), mines, décharges et chantiers (6,1 %), terres arables (2,7 %). L'évolution de l’occupation des sols de la commune et de ses infrastructures peut être observée sur les différentes représentations cartographiques du territoire : la carte de Cassini (XVIIIe siècle), la carte d'état-major (1820-1866) et les cartes ou photos aériennes de l'IGN pour la période actuelle (1950 à aujourd'hui).

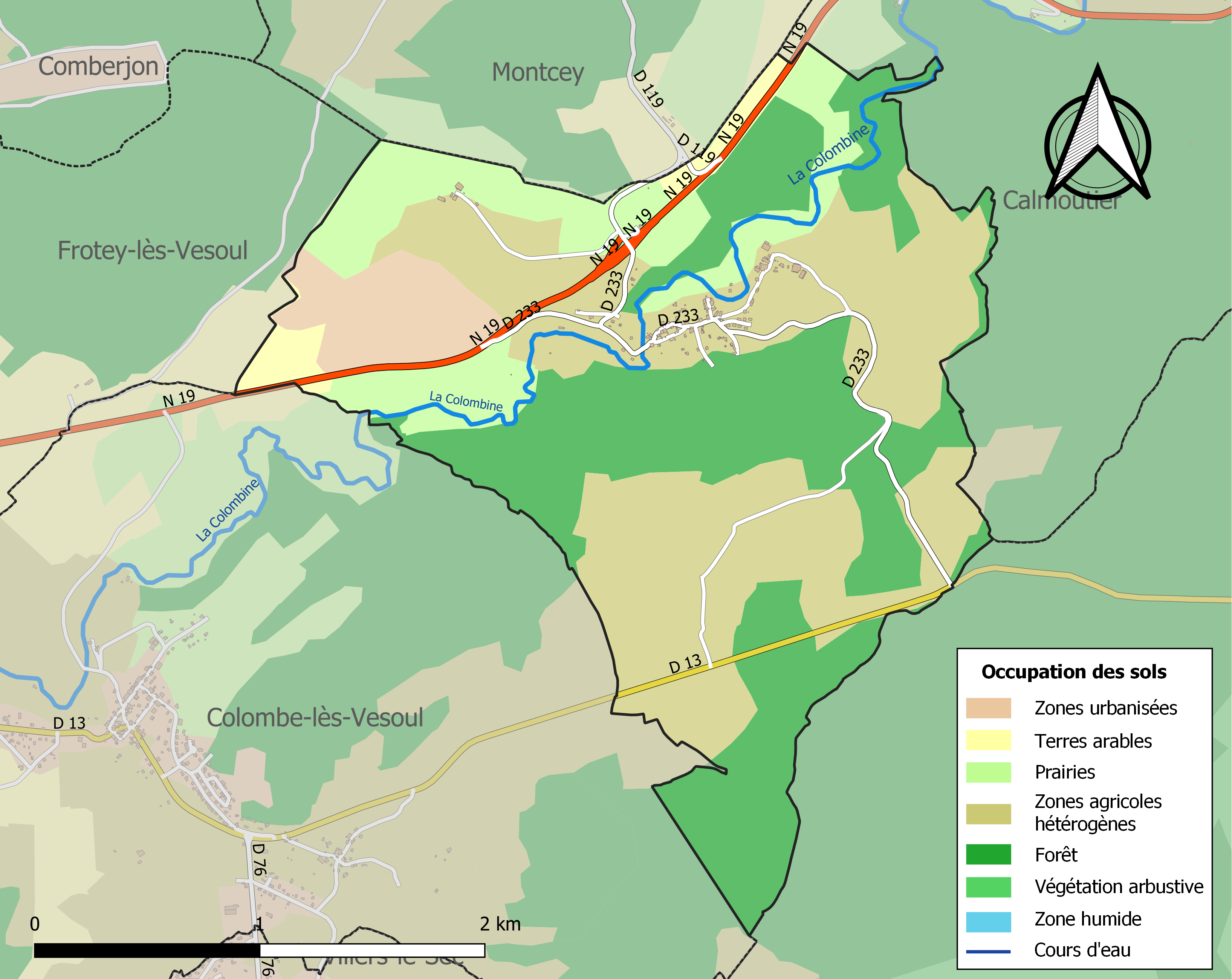
Carte des infrastructures et de l'occupation des sols de la commune en 2018 (CLC).

## Politique et administration

### Rattachements administratifs et électoraux
La commune fait partie de l'arrondissement de Vesoul du département de la Haute-Saône,  en région Bourgogne-Franche-Comté. Pour l'élection des députés, elle dépend de la deuxième circonscription de la Haute-Saône.
Elle était incluse depuis 1973 dans le canton de Noroy-le-Bourg. Dans le cadre du redécoupage cantonal de 2014 en France, la commune est désormais rattachée au canton de Villersexel.

### Intercommunalité
La commune faisait partie de la communauté de communes des grands bois, créée le 10 décembre 2001 et qui regroupait 12 communes et environ 3 100 habitants.
Dans le cadre des dispositions de la loi du 16 décembre 2010 de réforme des collectivités territoriales, qui prévoit toutefois d'achever et de rationaliser le dispositif intercommunal en France, et notamment d'intégrer la quasi-totalité des communes françaises dans des EPCI à fiscalité propre dont la population soit normalement supérieure à 5 000 habitants, le schéma départemental de coopération intercommunale de 2011 a prévu la fusion des communautés de communes : 
- du Pays de Saulx, 
- des grands bois, 
- des Franches Communes (sauf  Amblans et Genevreuille), 
et en y rajoutant la commune isolée de Velorcey, afin de former une nouvelle structure regroupant 42 communes et environ 11 200 habitants.
Cette fusion est effective depuis le 1er janvier 2014 et a permis la création, à la place des intercommunalités supprimées, de  la communauté de communes du Triangle Vert, dont la commune est désormais membre.

### Liste des maires
| Période                                  | Période  | Identité           | Étiquette | Qualité                  |
| ---------------------------------------- | -------- | ------------------ | --------- | ------------------------ |
| Les données manquantes sont à compléter. |          |                    |           |                          |
| mars 2001                                | 2008     | Pascal Depit       |           |                          |
| 2008                                     | 2014     | Joël Raclot        |           | Cadre supérieur retraité |
| 2014                                     | En cours | Georgette Raveglia |           | Retraitée                |

## Démographie
En 2022, la commune de Dampvalley-lès-Colombe comptait 119 habitants. À partir du XXIe siècle, les recensements réels des communes de moins de 10 000 habitants ont lieu tous les cinq ans. Les autres « recensements » sont des estimations.
| 1793 | 1800 | 1806 | 1821 | 1831 | 1836 | 1841 | 1846 | 1851 |
| ---- | ---- | ---- | ---- | ---- | ---- | ---- | ---- | ---- |
| 272  | 277  | 361  | 377  | 372  | 311  | 296  | 310  | 335  |

| 1856 | 1861 | 1866 | 1872 | 1876 | 1881 | 1886 | 1891 | 1896 |
| ---- | ---- | ---- | ---- | ---- | ---- | ---- | ---- | ---- |
| 279  | 270  | 247  | 191  | 193  | 179  | 165  | 165  | 168  |

| 1901 | 1906 | 1911 | 1921 | 1926 | 1931 | 1936 | 1946 | 1954 |
| ---- | ---- | ---- | ---- | ---- | ---- | ---- | ---- | ---- |
| 128  | 131  | 144  | 95   | 90   | 90   | 89   | 64   | 67   |

| 1962 | 1968 | 1975 | 1982 | 1990 | 1999 | 2006 | 2008 | 2013 |
| ---- | ---- | ---- | ---- | ---- | ---- | ---- | ---- | ---- |
| 59   | 58   | 68   | 110  | 131  | 112  | 113  | 113  | 102  |

| 2018 | 2022 | - | - | - | - | - | - | - |
| ---- | ---- | - | - | - | - | - | - | - |
| 116  | 119  | - | - | - | - | - | - | - |

## Économie

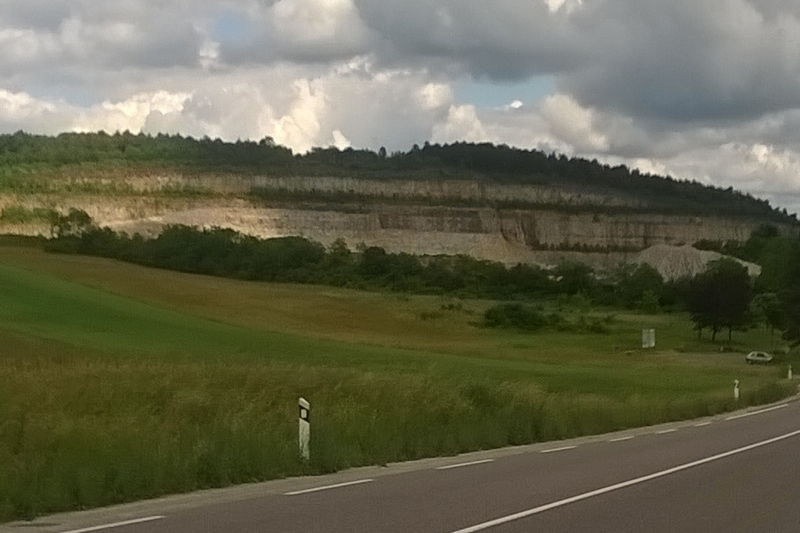
La carrière.

Carrière de roches calcaires à ciel ouvert de 29 ha.

## Culture locale et patrimoine

### Lieux et monuments
Chapelle oratoire de la Madone (Sainte Vierge Marie) commémorant la grande épidémie de choléra en Haute-Saône au XIXe siècle qui épargna miraculeusement le village.

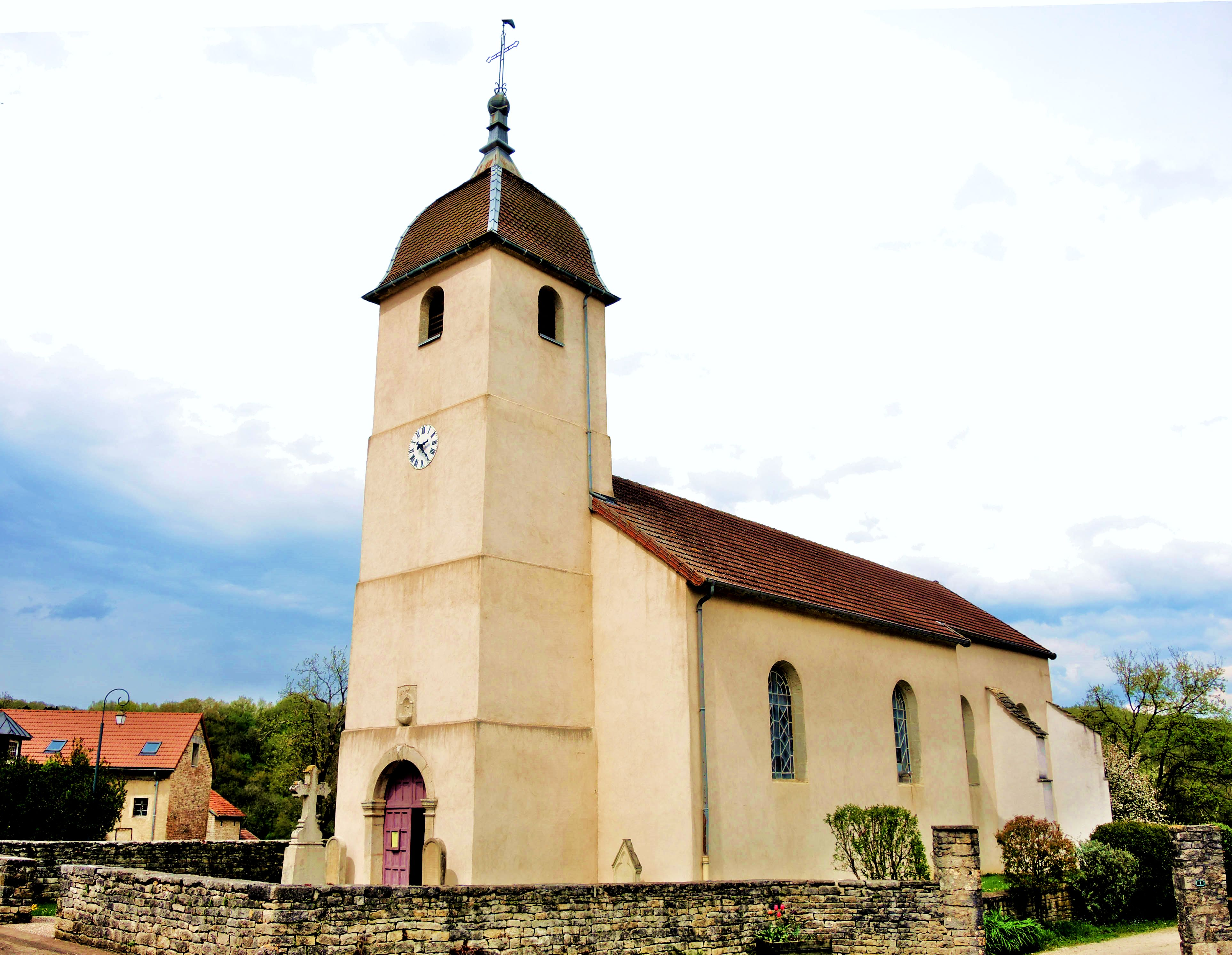
L'église Saint-Laurent.
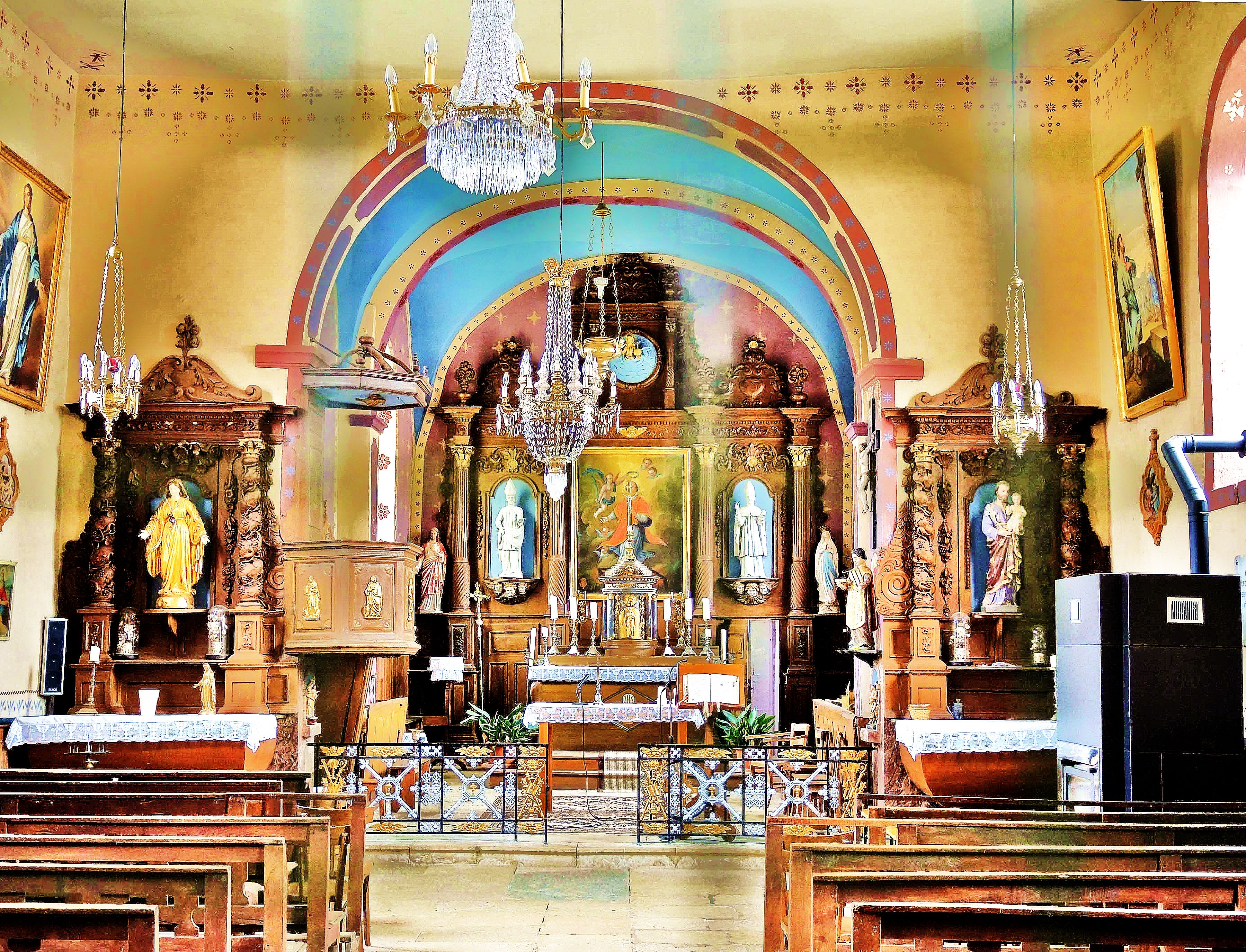
La nef.
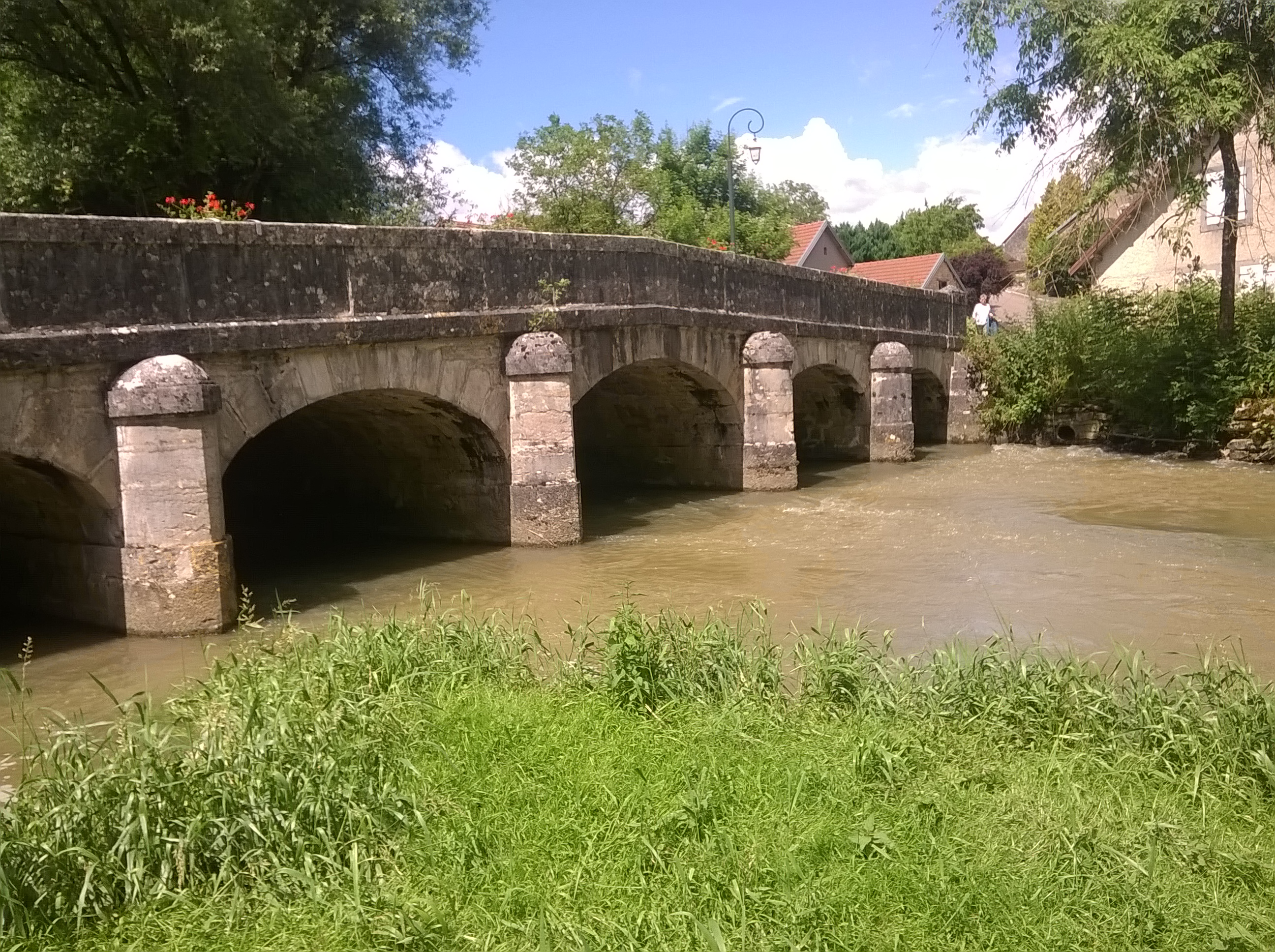
Pont en pierre.
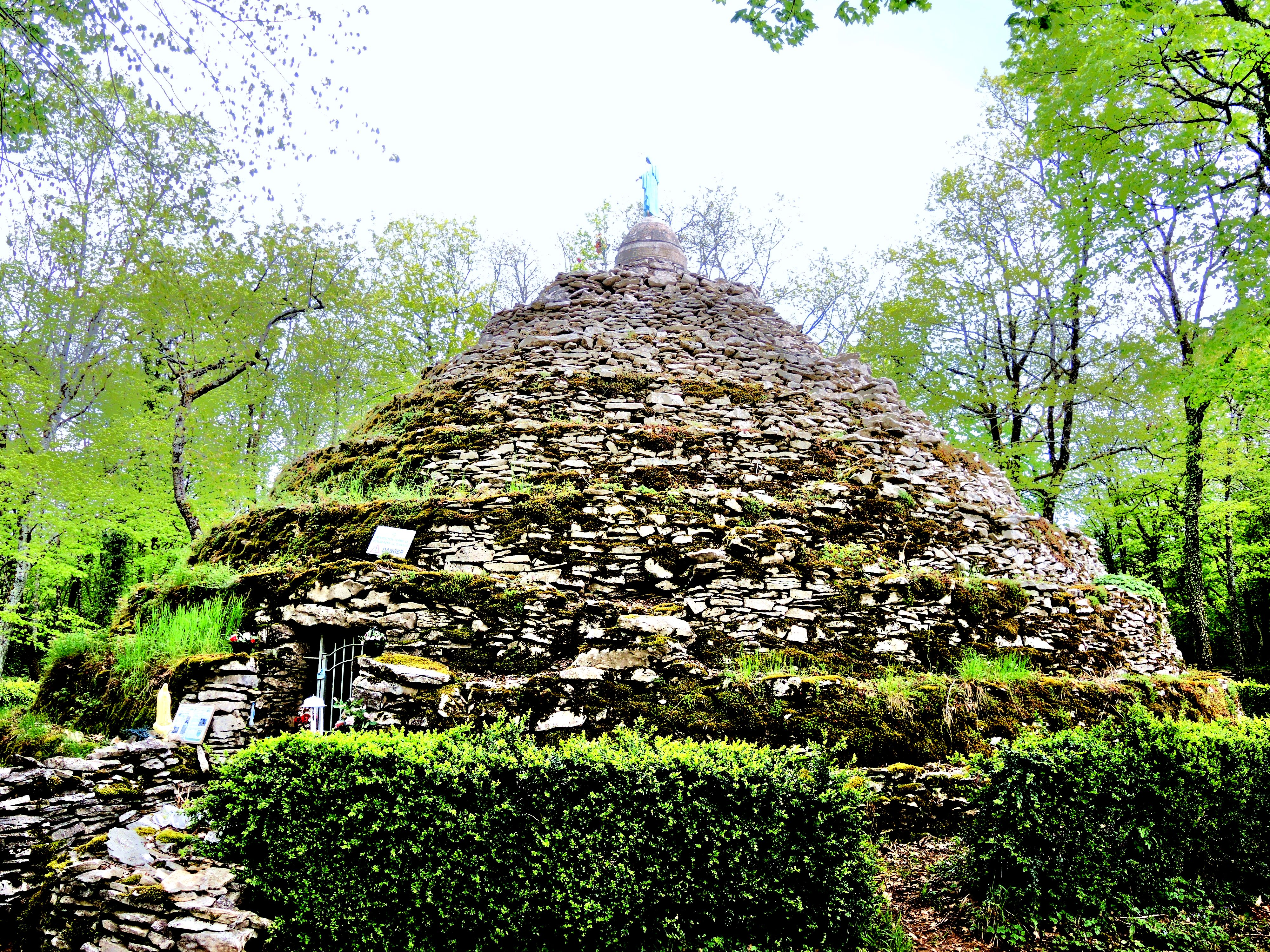
La madone.

### Héraldique
|  | Les armes de la commune se blasonnent ainsi : Taillé ondé : au 1) de sinople à la roue de moulin d'or, au 2) du même maçonné de sable, à la palme de sinople mise en barre brochante ; à la barre ondée d'argent sur le sinople et de sinople sur l'or, brochant sur la partition. |